# Гіркокаштан червоний
Гіркокашта́н черво́ний (Aesculus pavia) — отруйна багаторічна рослина родини сапіндових. Декоративна культура.

## Опис
Кущ або невелике дерево заввишки 1–4 (зрідка до 12) м. Нерідко зростає у багатостовбурній формі. Діаметр стовбура 20–50 см. Кора гладка, буро-сірого або блідо-сірого кольору, молоді гілки вишнево-коричневі. Листки 6–17 см завдовжки, пальчасті, складені з 5–7 листочків. Кожен листочок довгасто-яйцеподібної, ланцетної або еліптичної форми, загострений, з нерівномірно вирізаним краєм. Черешки завдовжки 3–17 см. Колір листя темно-зелений, поверхня гладка з добре помітними жилками.
Суцвіття — волоть 10–25 см завдовжки. Квітки червоні, жовто-червоні, на заході ареалу поширена форма з жовтими квітками. Квітконіс 5–12 см завдовжки. Чашечка дзвоникувата або трубчаста, 8–18 мм завдовжки, залозиста. Чашолистиків 5, вони неоднакові за розміром, заокруглені, залозисто волохаті. Оцвітина залозисто запушена. Пелюстки завдовжки 20–40 мм. Тичинок 6–8, вони в нижній частині волохаті, завдовжки 23–36 мм. Пиляки гладкі, з поодинокими волосинками біля основи і верхівки. Плід — куляста або еліптична коробочка завширшки 3,5–6 см. Оболонка плоду блідо-коричнева, гладка. Всередині плоду містяться 1–3 (рідше 4–6) насінини завширшки 2–3 см. Їх колір варіює від червонувато-коричневого до жовтаво-бурого, на кожній насінині помітна білувата пляма. Насіння отруйне.

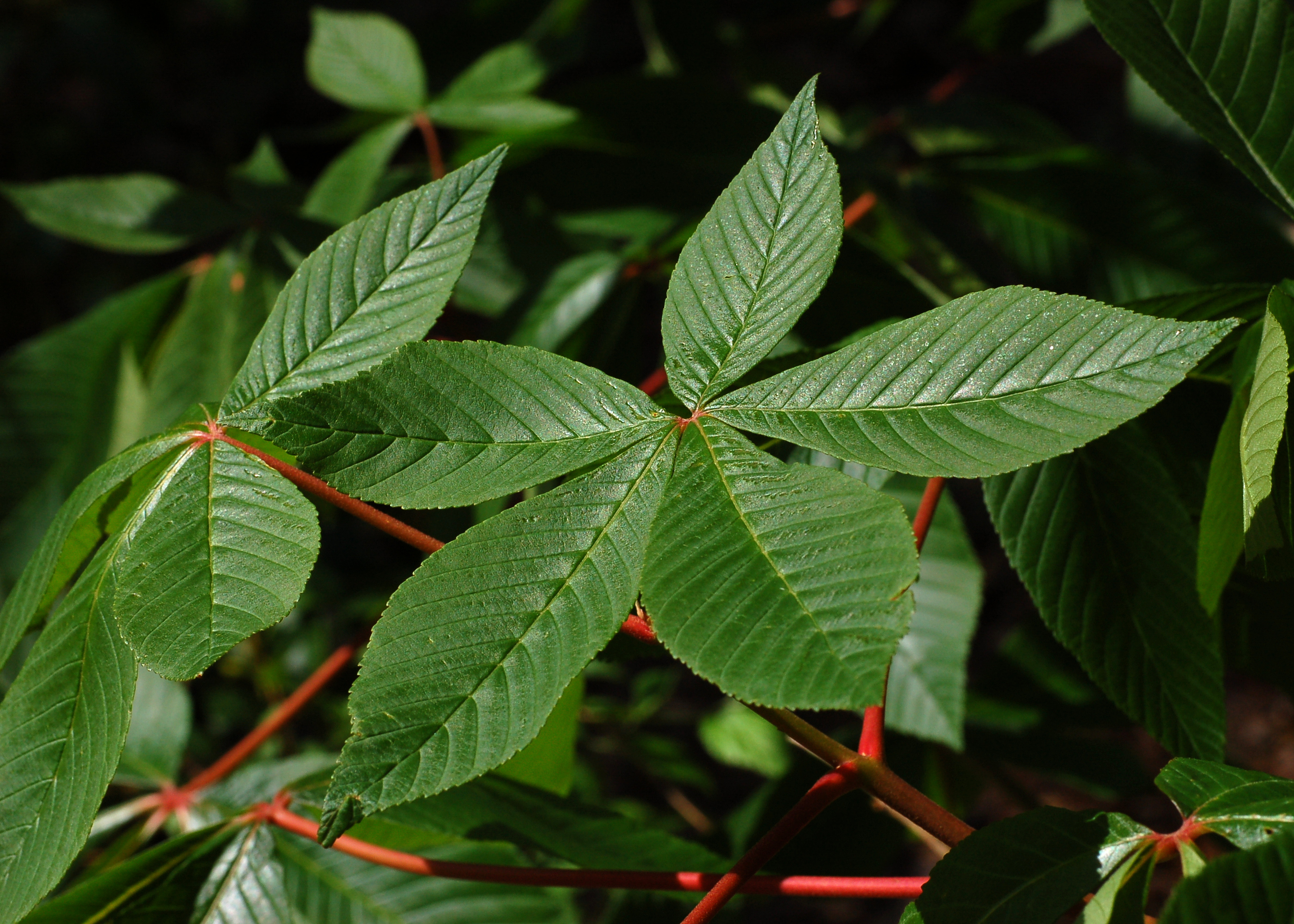
Листок
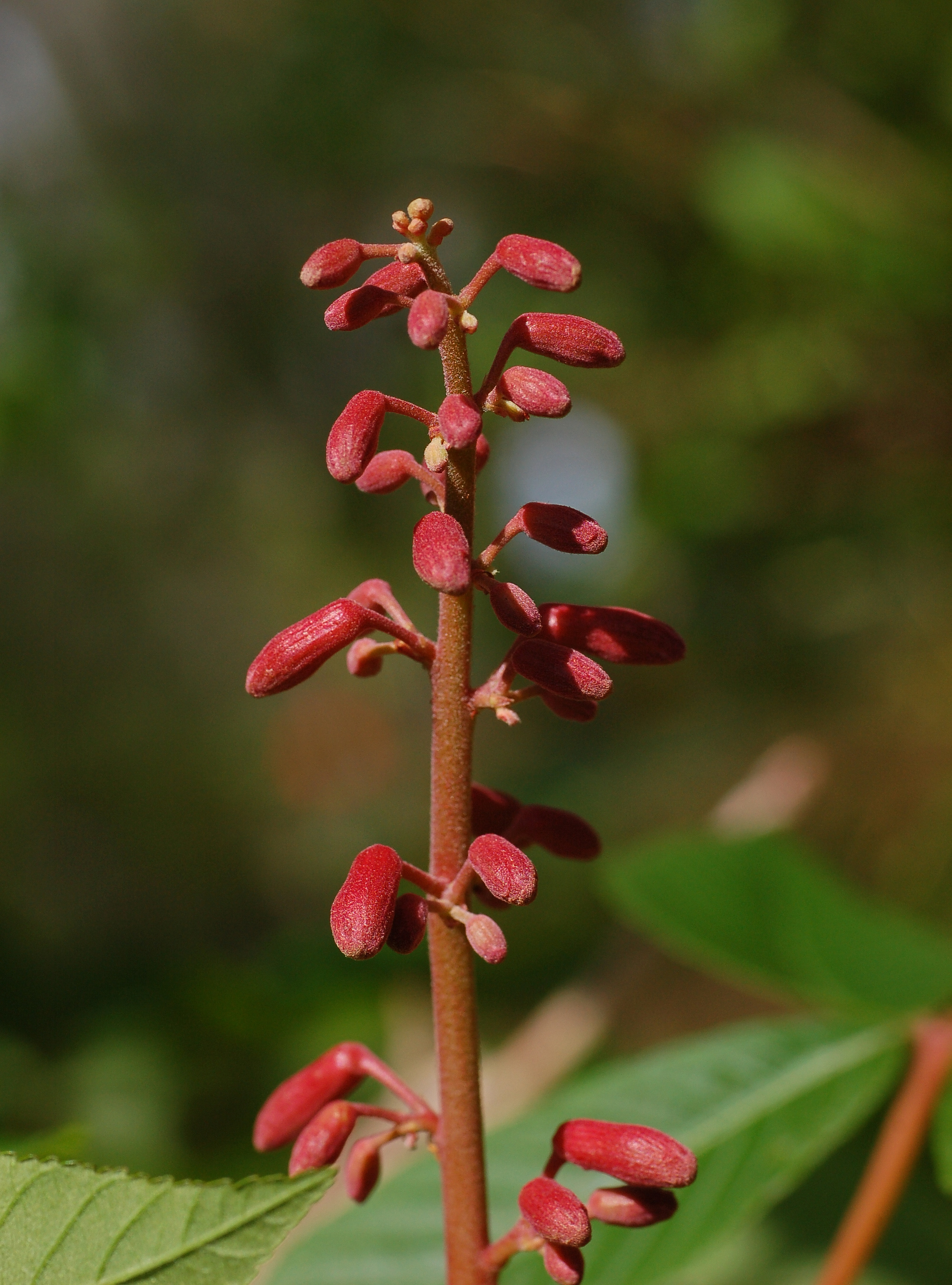
Суцвіття з пуп'янками
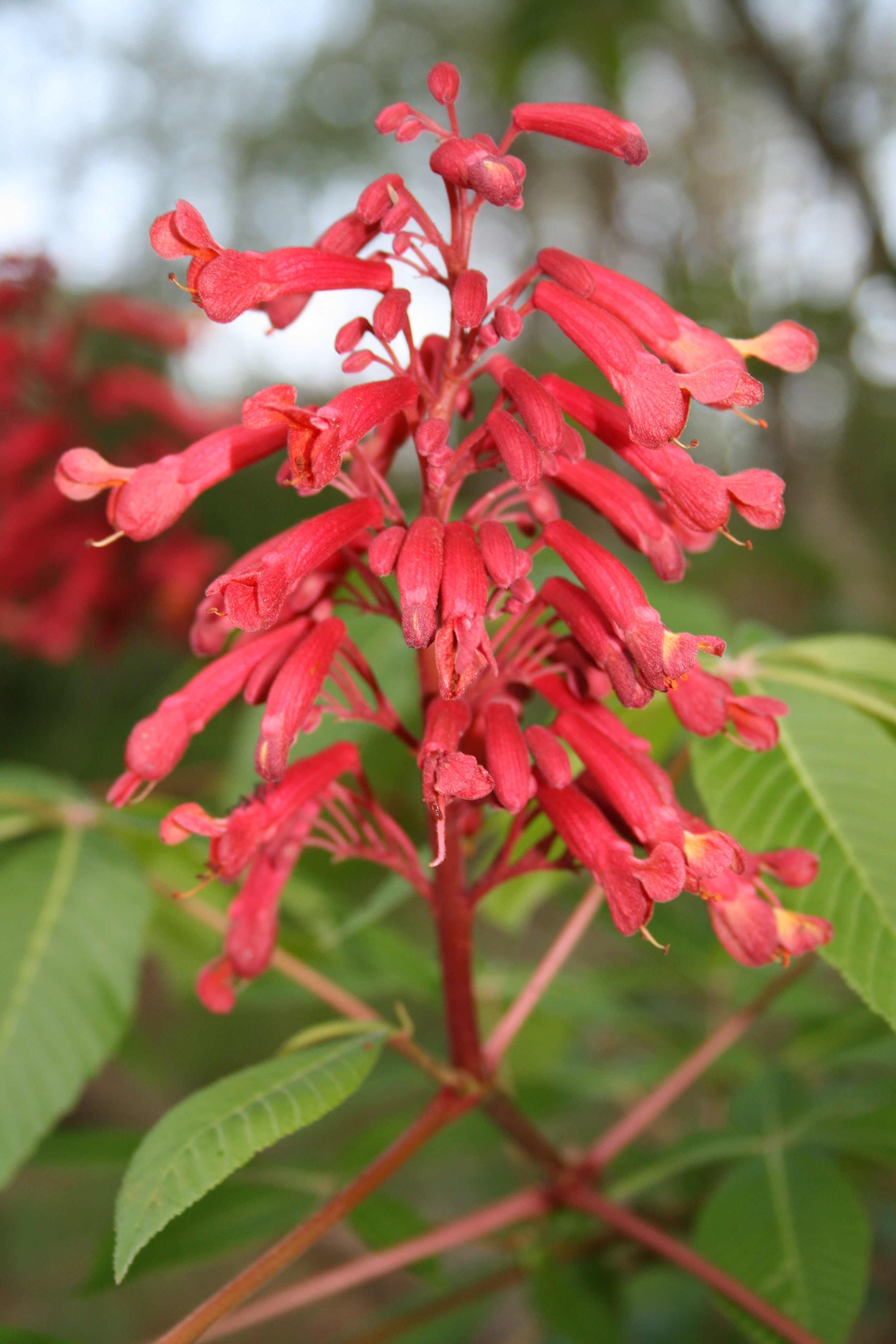
Суцвіття у розквіті
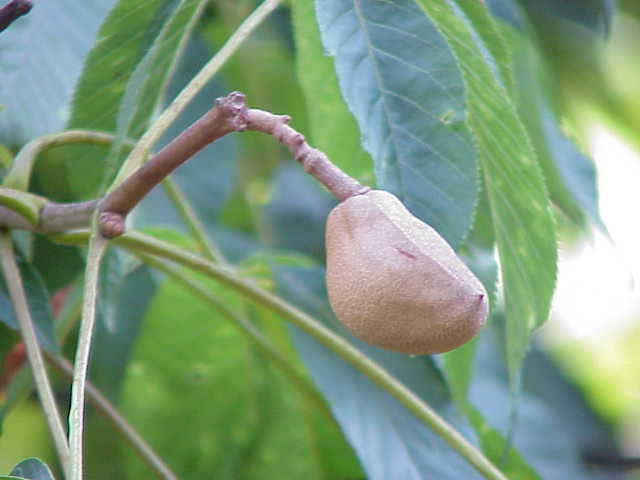
Плід

## Екологія та поширення
Зростає у хвойних, мішаних та широколистяних лісах, в яких домінують сосни, дуби та гікорі, на узліссях, по берегах річок. Надає перевагу родючим, добре дренованим ґрунтам, але може розвиватися і на болотистих. В межах свого ареалу ця рослина є одним з панівних чагарників у підліску. Її квіти запилюються бджолами і колібрі. Плодоносить у вересні.
Ареал виду простягається вздовж східного узбережжя США — від Північної Кароліни до Флориди. На півночі він доходить до Міссурі та Іллінойсу, на заході охоплює деякі райони Техасу, на півдні — північні райони Арканзасу, Теннесі і Місісіппі.

## Застосування

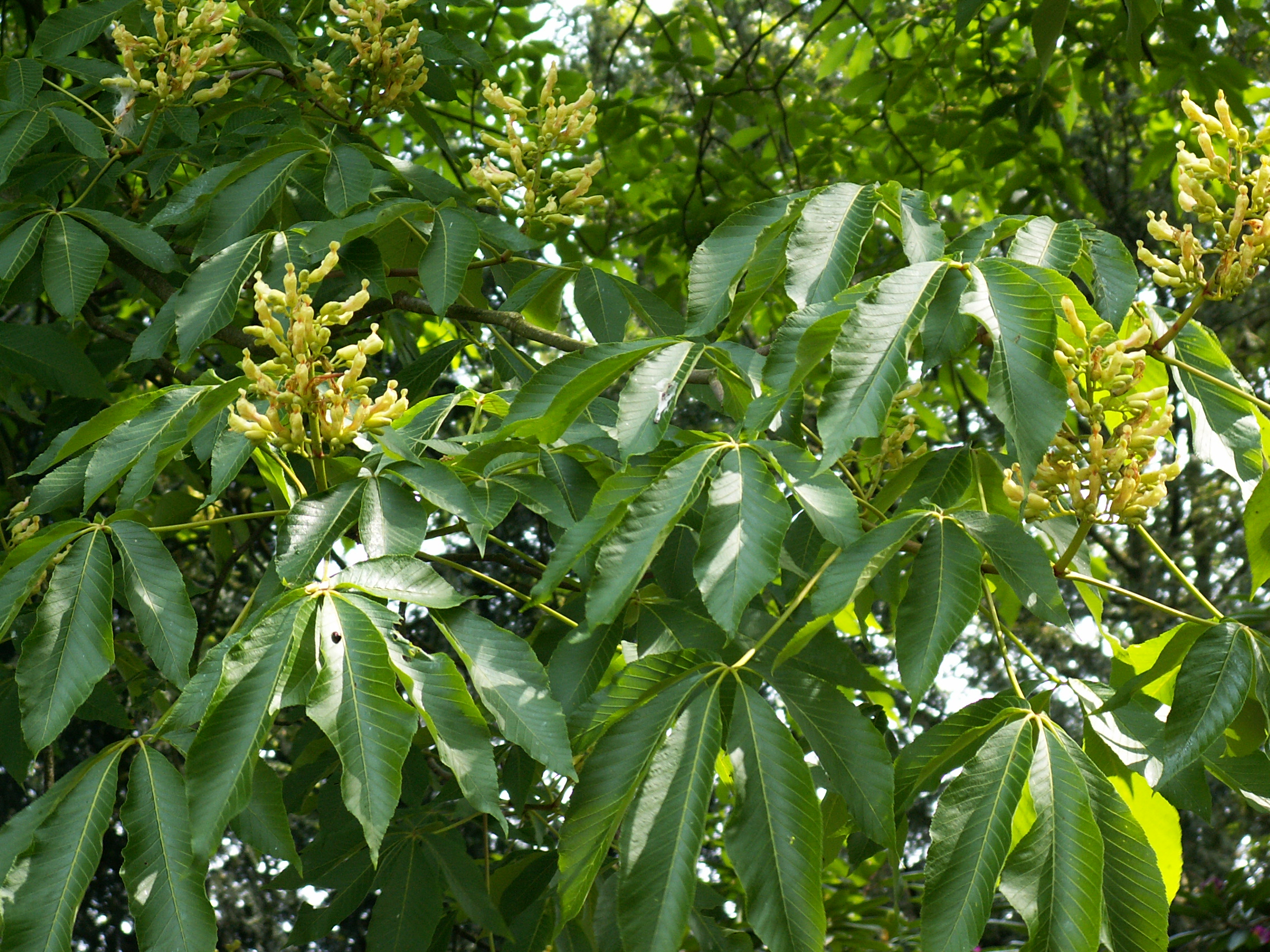
Жовтоквіткова форма

Дику форму гіркокаштана червоного інколи використовують як декоративну рослину для озеленення парків, втім найбільшої популярності набули його гібриди з гіркокаштаном жовтим та звичайним, відомі, відповідно, як гіркокаштан гібридний та гіркокаштан криваво-м'ясний. Своїм нащадкам він стійко передає таку цінну декоративну ознаку як червоний колір квіток.
Плоди цього виду, багаті на сапоніни та жирну олію, придатні для виготовлення мила, але не мають промислового значення.

## Систематика
- Aesculus pavia ф. pavia — номінальна форма з червоними квітками
- Aesculus pavia ф. flavescens — форма з жовтими квітками